# Department of Defence (Australien)
Das Department of Defence (deutsch Verteidigungsministerium) ist eine australische Regierungsbehörde mit Sitz in Canberra (Russell Offices ⊙ und Campbell Park ⊙). Sie ist Teil der Australian Defence Organisation. Das 1942 gegründete Ministerium hat 65.647 Beschäftigte.  
Zum Geschäftsbereich gehört die Australian Defence Force (Australische Verteidigungsstreitkraft) sowie das Department of Defence Intelligence und die Security Group (Nachrichtendienst- und Sicherheitsgruppe des Verteidigungsministeriums) mit den drei Nachrichtendiensten:
- Australian Geospatial-Intelligence Organisation (AGO, früher DIGO)
- Australian Signals Directorate (ASD, vormals DSD), ein Geheimdienst für elektronische Aufklärung und Informationssicherheit
- Defence Intelligence Organisation (DIO), ein Auslandsgeheimdienst

und der vierten Agentur 
- Defence Security Authority (DSA), die Sicherheitsdienstleistungen für das Ministerium erbringt.[1]